# Barbonymus gonionotus
Barbonymus gonionotus е вид лъчеперка от семейство Шаранови (Cyprinidae). Видът не е застрашен от изчезване.

## Разпространение и местообитание
Разпространен е във Виетнам, Индонезия (Суматра и Ява), Камбоджа, Лаос, Малайзия (Западна Малайзия и Саравак) и Тайланд.

## Описание
На дължина достигат до 40,5 cm.